# Берггартен

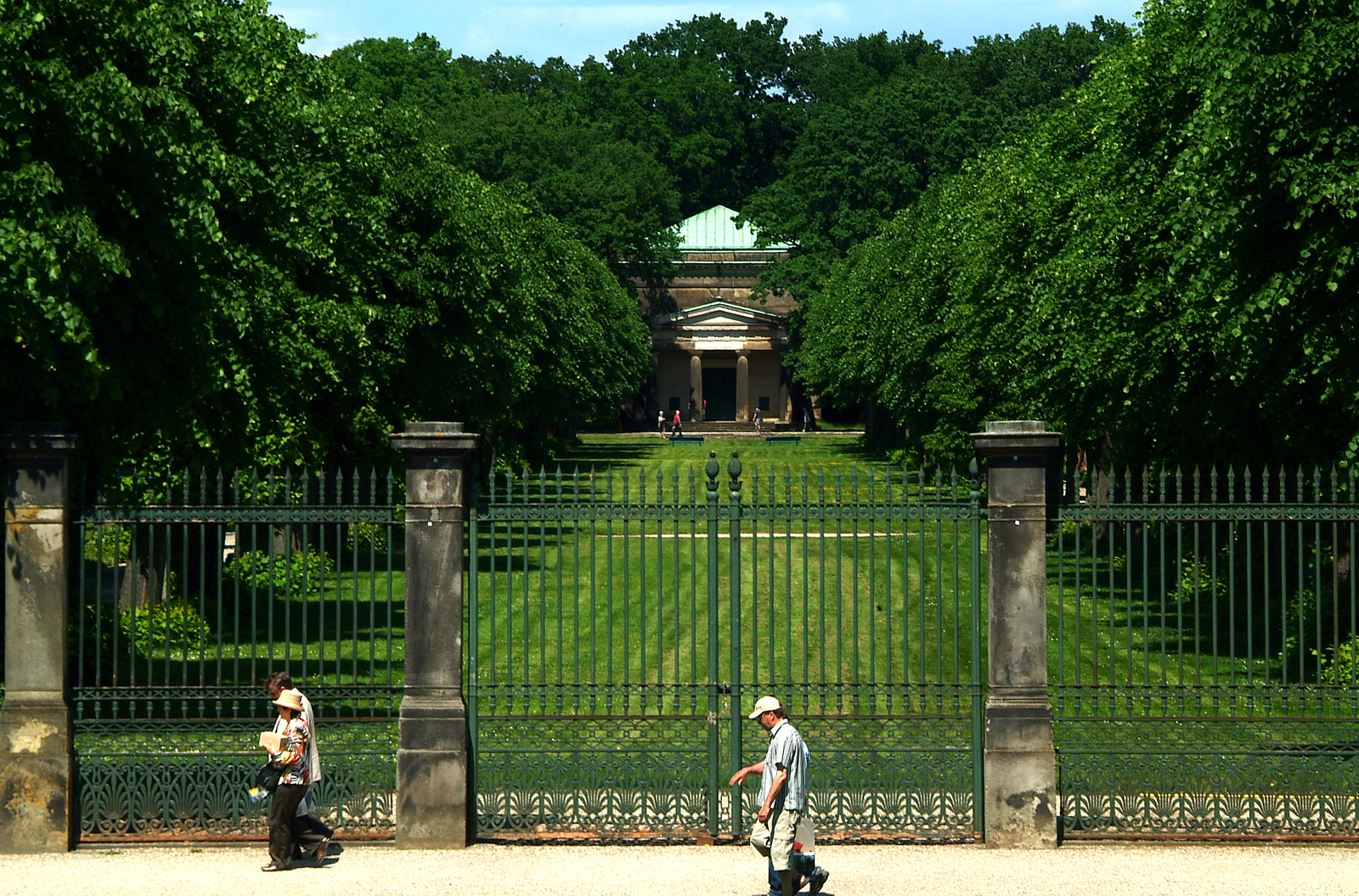
Берггартен. Вид на Мавзолей Вельфов

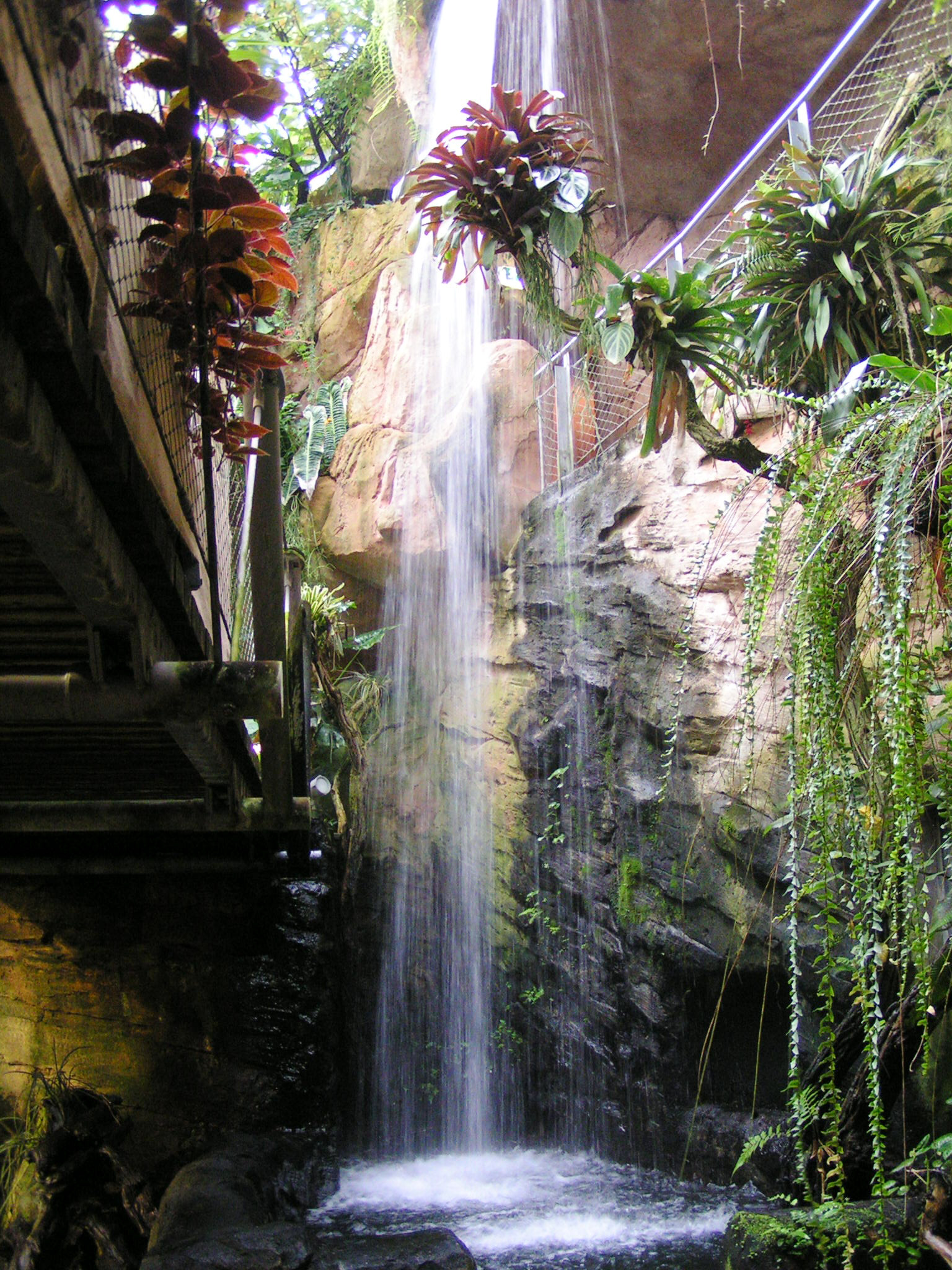
Водопад в тропическому лесу Берггартена

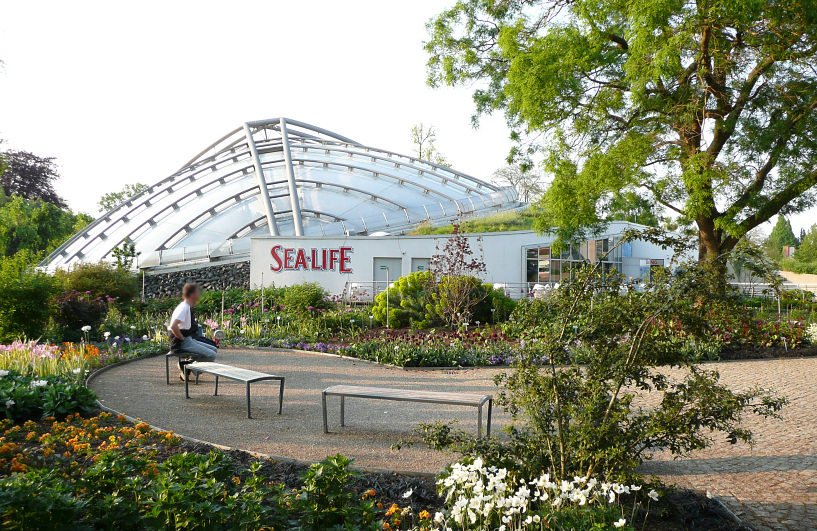
Вход в морской аквариум Берггартена

Бе́рггартен (нем. Berggarten — «сад на горе») — ботанический сад в Ганновере в районе Херренхаузен.
Один из самых первых ботанических садов Германии возник в 1666 году как огород при дворе герцога Иоганна Фридриха Брауншвейг-Каленбергского на месте песчаной горы рядом с Херренхаузенским дворцом. Курфюрстина София Ганноверская превратила Берггартен в сад экзотических растений, для чего в 1686 году была построена теплица. В Берггартене пытались также безуспешно выращивать рис, но вот попытка с табаком и шелковицей увенчались успехом.
В 1726—1727 годах в Берггартене разбили аллею, которая в настоящее время ведёт от улицы Херренхойзер-штрассе к Мавзолею Вельфов. С 1750 года снабжение кухни герцогского двора овощами и фруктами взял на себя огород в Линдене, поэтому Берггартен стал исключительно ботаническим садом.
В дом садовника, построенный по проекту Георга Людвига Фридриха Лавеса в 1817—1820 годах, в 1952 году въехала садовая библиотека. В 1849 году открылся построенный Лавесом пальмовый павильон, который спустя пять лет обладал самой ценной и самой обширной коллекцией пальмовых в Европе. В 1842—1847 годах шло строительство Мавзолея Вельфов по проекту Лавеса. В 1845—1846 годах Берггартен был обнесён стеной и забором. В 1880 году был построен большой пальмовый павильон, настоящий дворец из стекла и стали высотой в 30 м с галереями и фонтанами.
Восстановление разрушенных бомбардировками Второй мировой войны теплиц в Берггартене началось в 1944 году. В 1950-е годы был снесён пальмовый павильон.
В настоящее время в павильонах Берггартена демонстрируется более 12 тысяч видов растений из разных климатических зон, в том числе, самая крупная коллекция орхидей в Европе.
К выставке Expo 2000 на месте пальмового павильона был возведён тропический павильон, в котором был воссоздан ландшафт тропического леса с бабочками, лягушками и мелкими птицами из тропических регионов. В 2006 году было принято решение закрыть павильон по причине высоких затрат на его содержание. Здание было переоборудовано под аквариум Sealife, причём тропический лес удалось сохранить. Морской бассейн рассчитан на 300 тыс. литров воды. Океанский бассейн с акулами и черепахами имеет глубину четыре метра и для удобства посетителей оборудован туннелем из органического стекла длиной восемь метров.